# Bêta-cétoacyl-(acyl-carrier-protein) synthase I
La bêta-cétoacyl-[acyl-carrier-protein] synthase I, ou bêta-cétoacyl-ACP synthase I, est une acyltransférase qui catalyse la réaction :
Acyl-ACP + malonyl-ACP  {\displaystyle \rightleftharpoons }  β-cétoacyl-ACP + CO2 + ACP.
C'est l'une des enzymes du complexe acide gras synthase de la biosynthèse des acides gras.